# Peugeot SV
Il Peugeot SV è uno scooter prodotto dalla casa motociclistica francese Peugeot dal 1991 al 1999.
Nasce come erede dei modelli Peugeot SC ed SX.
Dal 2000 al 2002 la Peugeot ha riutilizzato la denominazione SV  per commercializzare l’Honda Foresight con il proprio marchio per mezzo di un accordo di badge engineering.

## Storia
Il grande successo riscontrato dal precedente SC negli anni ottanta spinse i vertici Peugeot a studiarne l’erede ricalcando gli stessi concetti di base, ovvero dimensioni contenute, ampia gamma motori, pedana piatta e grande comfort. 

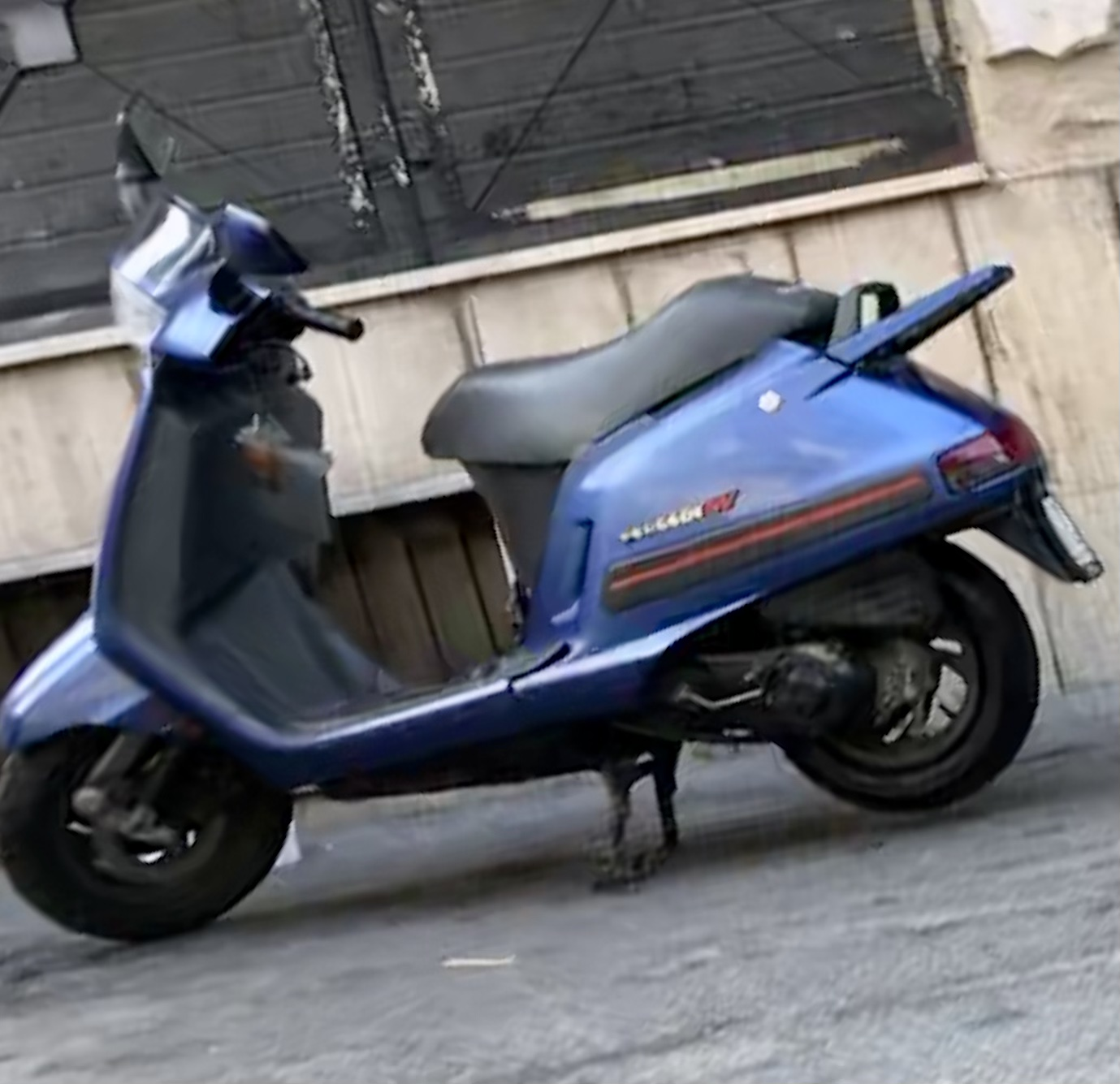
SV Geo 50 per il mercato italiano

Annunciato nel dicembre del 1990 il Peugeot SV venne presentato nell’estate del 1991.
Adottava un nuovo telaio monotrave con forcella anti-affondamento riprendendo parte della banca organi del predecessore. La sospensione posteriore è mono ammortizzatore e la trasmissione a variatore automatico. 
Lo stile era frutto del centro stile Peugeot e aggiornava gli stilemi dell’SC, mantenendo la carrozzeria in plastica ma con forme più arrotondate e meno spigolose con la classica calandra anteriore di ispirazione automobilistica con le due prese d’aria in cui viene applicato il logo Peugeot. 
Il manubrio molto largo ripresenta lo scudo protettivo per le mani e la possibilità di montare un ampio parabrezza. Al posteriore presenta una linea “a cuneo” ispirata nel design allo stesso posteriore della Peugeot 205.
La gamma motori si basa su tutti propulsori di origine Honda, e al debutto si componeva del cinquantino due tempi, 80 due tempi e l’inedito motore 125 all’apice della gamma.
Disponeva di ruote da 10", sospensioni idrauliche, accensione elettronica, impianto frenante a disco ventilato da 190 mm anteriore e tamburo al posteriore da 110 mm. Solo sulla versione 50J base il freno anteriore è a tamburo.
Gli allestimenti erano numerosi e si distinguevano per le dotazioni: 50J, 50L, 50T, 50 Sport, 80, 125 e 125 Executive. In Italia venne importato adottando la denominazione “SV Geo”.
In Germania venne commercializzato dalla Hercules come Hercules SR.
La gamma successivamente si ampliò con l’allestimento Executive anche con motore 80 e la versione speciale Roland Garros. Nel 1995 i modelli italiani persero la denominazione Geo diventando semplicemente SV.
Nel 1997 venne presentato un lieve restyling con nuova mascherina con cromature, nuovi specchietti e nuove frecce sul manubrio e un nuovo motore 100 due tempi di origine Honda che sostituì il vecchio 80.
La produzione dell’SV in tutte le cilindrate termina nel 1999 sostituito dal Peugeot Elyseo.

## Peugeot SV 250
Dal 2000 al 2002 la Peugeot ha venduto sul mercato europeo l’Honda Foresight utilizzando la denominazione SV 250. Le uniche differenze riguardavano il logo della casa francese applicato sullo scudo anteriore e sul posteriore.